# 중앙동 (광주)
중앙동(中央洞)은 광주광역시 북구의 행정동이다. 법정동 유동, 누문동, 북동, 중흥동 일부로 구성된다.

## 연혁
- 1997년 3월 1일 : 소규모 동 통폐합으로 누문, 북동, 유동이 중앙동으로 통합[1]

## 주요 시설
- 중앙동 행정복지센터
- 광주중앙새마을금고
- 광주YMCA
- KCTV 광주방송
- 광주고용복지플러스센터
- 광주북동우체국

### 금융
- 신한은행 광주지점
- 농협중앙회 광주지점
- 우리은행 유동지점
- 하나은행 금남로지점
- 밀알신용협동조합
- 북동신용협동조합

### 교육
- 광주수창초등학교
- 광주북성중학교
- 광주제일고등학교